# Francisco (Indiana)
Francisco è un comune degli Stati Uniti d'America, situato nello Stato dell'Indiana, nella contea di Gibson.